# Claude Leroy (écrivain)
Pour les articles homonymes, voir Claude Leroy (homonymie) et Leroy.
Claude Leroy, né le 9 septembre 1942, est un écrivain français, spécialiste de  Blaise Cendrars,  professeur émérite de l'université Paris X-Nanterre.

## Biographie
Claude Leroy est docteur en littérature française de l'université Paris X-Nanterre (1987). 
Il a dirigé l'édition de quatre volumes de la Bibliothèque de la Pléiade consacrés à Blaise Cendrars (Œuvres autobiographiques complètes, 2 tomes parus en 2013 et Œuvres romanesques précédé de Poésies complètes, 2 tomes parus en 2017).
Président de l'Association Internationale Blaise Cendrars depuis 2018.

## Essais
- La main de Cendrars. Orion manchot, Presses universitaires du Septentrion, coll. « Objet », Villeneuve-d'Ascq, 1995.

- L'Or de Cendrars, Gallimard, coll. «Foliothèque », 1991. Réédition 2010.

- Le mythe de la Passante de Baudelaire à Mandiargues, Paris, Presses universitaires de France, coll. « Perspectives littéraires », 1999.

- Éros géographe. Voyages au pays de Tendre, Presses universitaires du Septentrion, coll. « Objet », Villeneuve-d'Ascq, 2010.

- Dans l'atelier de Cendrars, couverture d'Alain Clément, Paris, Honoré Champion, « Cahiers Blaise Cendrars », n° 11, 2011. Prix de la critique de l’Académie française, 2012.  
  - Nouvelle édition augmentée, Champion Classiques, série «Essais », n° 23, 2014.

- L'Homme foudroyé de Blaise Cendrars (avec Sylvain Dournel), Paris, Éditions Atlante, 2019.

## Direction d'éditions critiques

### Blaise Cendrars

#### Œuvres complètes
- Œuvres complètes, Denoël, coll. « Tout autour d'aujourd'hui », 15 vol., 2001-2006.
- Œuvres autobiographiques complètes, Paris, Gallimard, Bibliothèque de la Pléiade, 2 vol., 2013.
- Œuvres romanesques précédées des Poésies complètes, Paris, Gallimard, Bibliothèque de la Pléiade, 2 vol., 2017.

#### Éditions séparées
- John Paul Jones ou l'Ambition, Montpellier, Fata Morgana, 1989.
- La Vie et la mort du Soldat inconnu, introduction, éd. Judith Trachsel, Paris, Champion, « Cahiers Blaise Cendrars », n° 4, 1995.
- Le Lotissement du ciel, Paris, Gallimard, « Folio », 1996. Nouvelle édition, 2011.
- D'Outremer à Indigo, Paris, Gallimard, « Folio », 1998.
- Les Armoires chinoises, illustrations de Jean-Gilles Badaire, Montpellier, Fata Morgana, 2001.
- Du monde entier au cœur du monde. Poésies complètes, préface de Paul Morand, Poésie / Gallimard, 2006.
- En bourlinguant..., Entretiens de Blaise Cendrars avec Michel Manoll (1950). Version intégrale. INA/Radio France, coll. « Les grandes heures », 4 CD, 2006. Nouvelle édition, 2011.
- Rencontres avec Blaise Cendrars. Entretiens et interviews 1925-1959. Paris, Éditions Non Lieu, 2007.
- La Prose du Transsibérien et de la petite Jehanne de France, édition bilingue (trad. russe de M. P. Koudinov), édition Samokat, 2010.
- Partir (Poèmes, romans, nouvelles, mémoires), Gallimard, « Quarto », 2011. Nouvelle édition, 2017.
- Dan Yack, Gallimard, « Folio », 2011.
- La Main coupée et autres récits de guerre ( avec Michèle Touret), avant-propos de Miriam Cendrars, Denoël, 2013.
- Histoires vraies, Gallimard, « Folio »,  2013.
- L'Amiral, Gallimard, « Folio 2 € », 2014.
- Feu le Lieutenant Bringolf, La Table Ronde, coll. « La Petite Vermillon », 2017.
- L'Homme foudroyé, Gallimard, « Folio », 2019.

### André Pieyre de Mandiargues
- Écriture ineffable, précédé de Ruisseau des solitudes, de L'Ivre Œil et suivi de Gris de perle, Paris, Poésie / Gallimard, 2010.

### Philippe Soupault
- Voyage d'Horace Pirouelle (version de 1918), dans Philippe Soupault, le poète, dir. Jacqueline Chénieux-Gendron, Paris, Klincksieck, 1992.
- Les Dernières Nuits de Paris, Paris, Gallimard, "L'Imaginaire", 1997.

### Frédéric Jacques Temple
- La Chasse infinie et autres poèmes (Foghorn, Un émoi sans frontières, Profonds Pays, Phares, balises & feux brefs, Périples, Poèmes de guerre), avec une préface : Faire voyage de tout, Paris, Poésie / Gallimard, 2020.
- Les Îles du silence, avec des dessins d'Alain Clément, Blauzac (Gard), Éditions Galerie Marina, 2020.
- Sur mon cheval, Pézenas, Domens, 2021. Fac similé de l'édition originale, avec une postface : Le grenier de la mémoire,  (Charlot, 1946).

## Direction d'ouvrages collectifs

### Sur Blaise Cendrars
- Blaise Cendrars, Europe, no 566, juin 1976. Réédition augmentée, 1995.
- Blaise Cendrars 20 ans après, colloque de Nanterre, Paris, Klincksieck, 1983. Premier colloque consacré à ce poète en France.
- Les Inclassables 1917-1926, Paris-Caen, Lettres Modernes-Minard, série « Blaise Cendrars », no 1, 1986.
- Le premier siècle de Cendrars 1887-1987, Cahiers de Sémiotique textuelle, no 11, Paris X-Nanterre, 1987.
- Blaise Cendrars (avec Monique Chefdor et Frédéric Jacques Temple), Sud, 1988. Actes du colloque du centenaire, Cerisy-la-Salle (1987).
- Cendrars et L'Homme foudroyé, colloque de Nanterre, Cahiers de Sémiotique textuelle, no 15, Paris X-Nanterre, 1989. Réédition, 2019.
- Blaise Cendrars, Revue des Sciences humaines, no 216, 1989-4.
- Cendrars et Le Lotissement du ciel, colloque de Conflans-Sainte-Honorine, Paris X-Nanterre, ritm, no 2, 1991.
  - Cendrars et Le Lotissement du ciel, nouvelle édition augmentée, Armand Colin, 1995.
- Bourlinguer à Méréville, 1991. Paris-Caen, Lettres Modernes-Minard, série « Blaise Cendrars », no 3, 1986.
- Blaise Cendrars et la guerre, Colloque de Péronne, Armand Colin, 1995.
- Cendrars, le bourlingueur des deux rives (avec Jean-Carlo Flückiger), colloque du Centre culturel suisse de Paris, Armand Colin, 1995.
- Brésil, l'Utopialand de Blaise Cendrars (avec Maria Teresa de Freitas), colloque de Sao Paulo, L'Harmattan, 1998.
- Blaise Cendrars et les arts, (avec Maria Teresa de Freitas et Edmond Nogacki), colloque de Valenciennes, Presses universitaires de Valenciennes, 2002.
- Blaise Cendrars au carrefour des avant-gardes (avec Albena Vassileva), colloque de Sofia, Paris X-Nanterre, ritm, no 26, 2002.
- Portraits de l'artiste, Paris-Caen, Lettres Modernes-Minard, série « Blaise Cendrars », no 5, 2003.
- Sous le signe de Moravagine (avec Jean-Carlo Flückiger), Paris-Caen, Lettres Modernes-Minard, série « Blaise Cendrars », no 6, 2006.
- BlaiseMédia. Blaise Cendrars et les médias (avec Birgit Wagner), colloque de Vienne, Paris X-Nanterre, ritm, no 36, 2006.
- Cendrars à l'établi 1917-1931, colloque de Nanterre, Paris, Éditions Non Lieu, 2009.
- Blaise Cendrars, portraits (avec Anne-Marie Conas), couverture de Jean Cortot, Presses universitaires de Rennes, 2010. Dessins au trait et notices.
- Au cœur du temps. Hommage à Jean-Carlo Flückiger (avec Christine Le Quellec Cottier), « Cahiers Blaise Cendrars », Hors série, 2014.
- Mathias Énard sur les grands chemins de Blaise Cendrars, Carnets de Chaminadour, no 12, 2017.
- « Blaise Cendrars », Cahiers de l'Association Internationale des Études Françaises, no 72, 2020. Actes du congrès de 2019.
- Constellation Cendrars, n° 4, Classiques Garnier, 2020.

### Sur Frédéric Jacques Temple
- À la recherche de Frédéric Jacques Temple, colloque de Nanterre, Université Paris X-Nanterre, ritm, no 23, 2000. Premier colloque consacré à ce poète.
- Les Univers de Frédéric Jacques Temple, (avec Pierre-Marie Héron), colloque de Montpellier, Presses universitaires de la Méditerranée, 2014.
- Périples et parages. L'œuvre de Frédéric Jacques Temple, (avec Marie-Paule Berranger et Pierre-Marie Héron), colloque de Cerisy-La-Salle, Éditions Hermann, 2016.

### Varia
- La parodie. Cahiers du XXe siècle, n° 6, Paris, Klincksieck, 1976.
- Cubisme et littérature, Europe, n° 638-639, juin-juillet 1982.
- Philippe Soupault, Europe, n° 769, mai 1993.
- Le tournant d'une vie (avec Philippe Lejeune), Paris X-Nanterre, ritm, n° 10, 1995.
- Présence de Philippe Soupault, (avec Myriam Boucharenc), colloque du centenaire à Cerisy-la-Salle, Presses universitaires de Caen, 1999.
- Le voyage est au bout de la page, (avec Anne Le Feuvre Vivier), Paris X-Nanterre, ritm, n° 25, 2002.
- Claude Mauriac ou la liberté de l'esprit (avec Nathalie Mauriac-Dyer), Paris X-Nanterre, ritm, n° 28, 2003. Premier colloque consacré à cet écrivain.
- Détours du voyage (avec Gabrielle Chamarat), Paris X-Nanterre, ritm, n° 29, 2003.
- Révolutions du moderne (avec Daniela Gallingani, André Magnan et Baldine Saint-Girons), Paris, Éditions Paris-Méditerranée, 2004.
- Problématiques de l'autobiographie (avec Marie-Dominique Legrand), Paris X-Nanterre, 2004.
- Michel Leiris ou De l'autobiographie considérée comme un art (avec Philippe Lejeune et Catherine Maubon), Paris X-Nanterre, ritm, n° 31, 2004.
- L'île et son imaginaire (avec Anna Gourdet), Paris X-Nanterre, ritm, n° 32, 2004.
- Feuilles de rail (avec Gabrielle Chamarat), Éditions Paris-Méditerranée, 2006.
- Rivoluzione dell' Antico (a cura di Daniela Gallingani, CL, André Magnan et Baldine Saint-Girons), Bologne, Bononia University Press, 2006.
- Die Blicke der Anderen. Paris-Berlin-Moskau (avec Wolfgang Asholt), colloque de Cerisy-la-Salle, Bielefeld, Aisthesis Verlag, 2006. Double publication en Allemagne et en France.
- Paris, Berlin, Moscou. Regards croisés 1918-1939 (avec Wolfgang Asholt), Paris X-Nanterre, ritm, n° 35, 2006. Voir le précédent.
- L'Empire du récit. Pour Francis Vanoye (avec Laurence Schifano), Paris, Éditions Non Lieu, 2007.
- Le voyage à Paris (avec Gabrielle Chamarat), ritm, n° 37, 2007.
- Plaisir à Mandiargues (avec Marie-Paule Berranger), colloque du centenaire (Caen-IMEC), Paris, Éditions Hermann, 2011.
- L'année 1925. L'esprit d'une époque (avec Myriam Boucharenc), Presses universitaires de Paris Ouest, 2012.